# Armée du Rhin (1919)
Pour les articles homonymes, voir Armée du Rhin.
L'armée française du Rhin est une armée regroupant les troupes françaises chargées d'occuper, après le Traité de Versailles, l'Allemagne vaincue.
Elle est créée en octobre 1919 à Mayence, remplaçant les 8e et 10e armées. Le général Degoutte en prend le commandement.
Les effectifs des forces occupantes dans l'armée française du Rhin créée en octobre 1919 étaient au nombre de 100 000 hommes dans les territoires rhénans dans les périodes les plus calmes. Le maximum de militaires est atteint en mai 1921 lors de la première occupation de la Ruhr (de Duisbourg sur le Rhin à Dortmund à l'est et de la Lippe au nord jusqu'à Düsseldorf au sud) avec 250 000 soldats dont 210 000 Français.
Elle est dissoute en 1930[réf. à confirmer].

## Composition

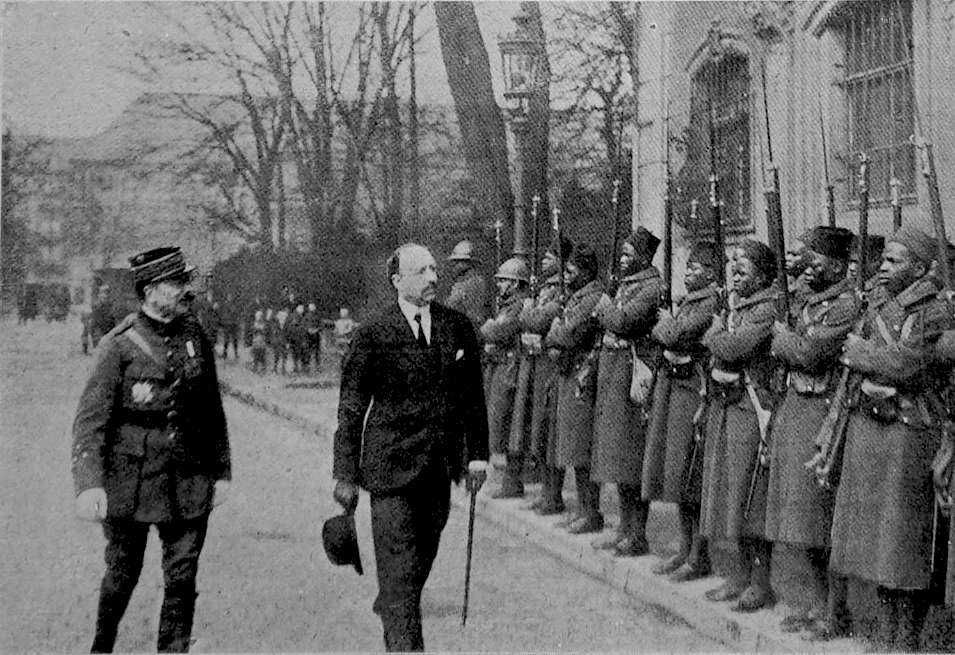
Revue de tirailleurs sénégalais par le général Jean-Marie Degoutte et Paul Tirard, président de la Haute Commission interalliée des territoires rhénans. Mayence, 8 avril 1920.

En janvier 1920, l'armée est organisée comme suit
- Quartier-général à Mayence
- 30e corps d'armée, état-major à Wiesbaden :
  - 37e division d'infanterie, Wiesbaden,
  - 38e division d'infanterie, Kreuznach ;
- 32e corps d'armée, Neustadt an der Weinstraße :
  - 1re division marocaine, Landau in der Pfalz,
  - 47e division d'infanterie, Trèves ;
- 33e corps d'armée, Bonn :
  - 77e division d'infanterie, Bonn,
  - 128e division d'infanterie, Düren.

Lors de la seconde occupation de la Ruhr (janvier 1924), l'ordre de bataille est le suivant :
- 30e corps d'armée, état-major à Wiesbaden :
  - 37e division d'infanterie, Wiesbaden,
  - 41e division d'infanterie, Kreuznach,
  - Division marocaine, Neustadt an der Weinstraße ;
- 32e corps d'armée, Düsseldorf :
  - 38e division d'infanterie, Düsseldorf,
  - 77e division d'infanterie, Essen,
  - 3e division d'infanterie, Darmstadt ;
- 33e corps d'armée, Bonn :
  - 128e division d'infanterie, Bonn,
  - 44e division d'infanterie, Trèves,
  - 40e division d'infanterie, Coblence.

Le général Mordacq assure le commandement par intérim de l'armée du Rhin en 1924[réf. nécessaire]. Le général Guillaumat succède au général Degoutte en 1925, en tant que commandant de l'armée du Rhin[réf. nécessaire]. Il est à noter que le commandement de l'armée du Rhin était également le commandant de l'armée alliée d'occupation. Comme Degoutte et Guillaumat, il siégeait également au Conseil Supérieur de l'Armée, composé de plusieurs officiers généraux de rang et d'appellation de commandant de corps d'armée[réf. nécessaire].